# Elizbar Kuparadze

a Compétitions nationales et continentales officielles uniquement.

b Matchs officiels uniquement.
Elizbar Kuparadze (en géorgien : ელიზბარ ყუფარაძე), né le 4 février 1984 à Tbilissi, est un joueur international géorgien de rugby à XV qui évolue au poste de pilier. Il se reconvertit ensuite en tant qu'entraîneur.

## Biographie

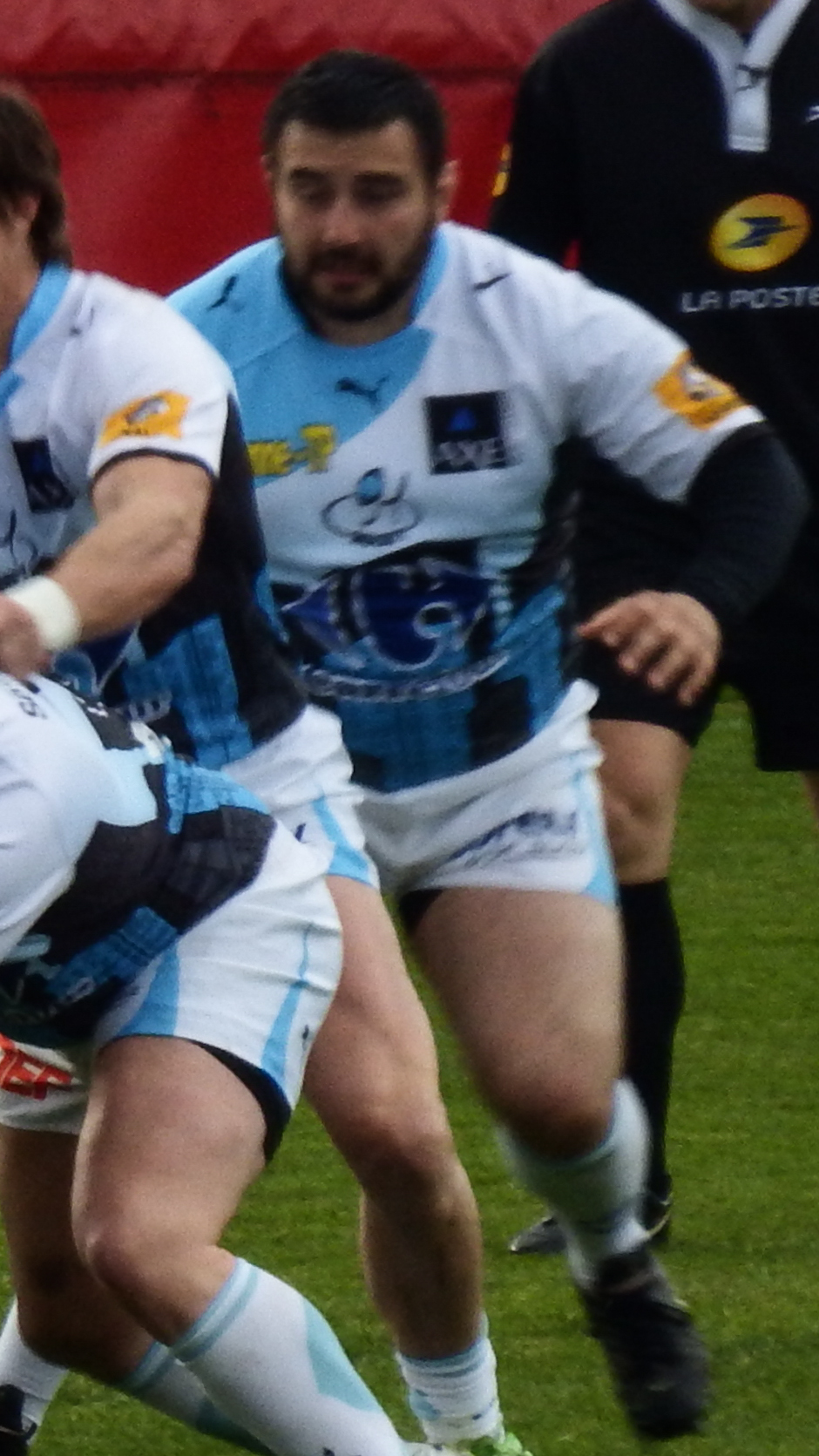
Kuparadze fait ses débuts au niveau professionnel sous le maillot du RC Massy, pendant la saison 2014-2015.

Elizbar Kuparadze rejoint la France en cours de saison 2005-2006 pour pratiquer le rugby à XV au sein du club du RC Aubenas sur les conseils de Davit Zirakashvili, autre joueur géorgien ayant précédemment évolué avec le club ardéchois,. Après une saison et demie avec le club d'Aubenas en Fédérale 1, il joue une année avec l'ASVEL, puis rejoint le Montluçon Rugby en 2008,.
Il reçoit entre-temps, alors qu'il est à Aubenas, sa première cape internationale avec l'équipe de Géorgie le 10 juin 2007 dans le cadre de la Coupe des nations. Il dispute une seule rencontre, contre l'équipe réserve d'Afrique du Sud, les Emerging Springboks.
À l'intersaison 2013, Kuparadze signe avec le RC Massy,. Au terme de la saison 2013-2014 de Fédérale 1, il atteint la finale avec son club et décroche l'accession en Pro D2 avant de perdre en finale.
Kuparadze dispute deux nouvelles rencontres internationales sous le maillot national en juin 2014, dans le cadre de test-matchs joués à Tbilissi, contre les équipes réserves de l'Argentine et de l'Italie.
Après une saison disputée en seconde division professionnelle avec le club francilien, il est relégué en Fédérale 1. « Dachi » signe alors en 2015 avec l'US Dax, sportivement reléguée aux côtés du RC Massy la saison précédente, ; il est en effet contacté par le club dacquois après une confrontation entre l'US Dax et le RC Massy pendant la saison régulière. Au terme de l'intersaison, l'USD est néanmoins repêchée en Pro D2, ce qui n'impacte pas l'arrivée de Kuparadze. Son contrat est prolongé de deux saisons supplémentaires le 14 février 2017. Malgré la relégation de l'US Dax en Fédérale 1 à l'intersaison 2018, son contrat est maintenu pour une nouvelle année. Annoncé en partance du club, il prolonge finalement pour une saison supplémentaire début juillet 2019.
Au terme de la saison 2019-2020 interrompue par la pandémie de Covid-19 en France, il quitte le club et rejoint l'US Orthez en Fédérale 2.
L'année suivante, il s'engage avec le Antony Métro 92, toujours en Fédérale 2. Il joue sa dernière saison en tant que joueur en 2022-2023, intégrant en parallèle le staff technique avant de se reconvertir en tant qu'entraîneur des avants franciliens.

## Palmarès
- Championnat de France de rugby à XV de 1re division fédérale :
  - Vice-champion : 2014 avec le RC Massy.